# Судзуки, Дэвид Такаёси
Дэвид Такаёси Судзуки (англ. David Takayoshi Suzuki, родился 24 марта 1936) — канадский генетик, заслуживший известность как ведущий научных передач и активист движения в защиту окружающей среды. Он является сооснователем Фонда Дэвида Судзуки.

## Ранние годы
Родителями Дэвида Судзуки и его сестры-близнеца Марии были Сэцу и Каору Карр Судзуки, проживавшие в Ванкувере. Дедушки и бабушки Судзуки по отцовской и материнским линиям иммигрировали в Канаду в начале XX века.
Будучи третьим поколением японских канадцев, Судзуки и его семья подверглись интернированию в Британской Колумбии во время Второй мировой войны, когда Дэвиду было шесть лет (в 1942 году) и до самого конца войны. В июне 1942 года правительство продало бизнес семьи Судзуки по чистке одежды, затем интернировало Судзуки, его мать и двух сестёр в лагерь. Его отца отправили в трудовой лагерь двумя месяцами ранее. Сестра Судзуки Даун родилась в лагере.
После войны семья Судзуки, как и многие другие японские канадские семьи, были вынуждены переехать в восточную часть страны. Судзуки переехали в Айлингтон, Лимингтон и Лондон в провинции Онтарио.

## Научная деятельность
Судзуки получил степень бакалавра искусств колледжа Амхёрст в Массачусетсе в 1958 году и докторскую степень в области зоологии в Чикагском университете в 1961.

## Награды и достижения
Судзуки является автором тридцати двух книг (из них пятнадцать — для детей), включая «Генетику», «Мудрость старейших», «Изобретая будущее» и серию-бестселлер о науке детям «Глядя на».
В шоу «Великие канадцы» Судзуки завоевал самое высокое (пятое) место из ныне живущих людей. Сам он, будучи сторонником Новой демократической партии, проголосовал за Томми Дугласа.

## Семья
С 1958 по 1965 Судзуки был женат на Сэцуко Джоан Сунахаре, с которой у них родилось трое детей (Тамико, Лаура и Трой).
В 1972 году он женился на Таре Элизабет Каллис. У них родились две дочери: Сарика и Северн Куллис-Судзуки. Северн, родившаяся в 1979 году, училась в Йельском университете и также занимается работой по защите окружающей среды, включая выступления на экологических конференциях, в том числе ещё в детском возрасте. Она также является членом Специального совета экспертов при Кофи Аннане.
Японское имя Дэвида Судзуки — Судзуки Такаёси (яп. 鈴木 孝義), но известен общественности (включая научную и популярную литературу Японии) под своим английским именем.
В 2006 году на канадском телевизионном шоу Tout le monde en parle на французском языке Судзуки сказал, что его семья (жена, он сам и двое их детей) производят только один мешок мусора в месяц — повторно используя или перерабатывая всё остальное